# Castello della Rancia
Il castello della Rancia è uno dei simboli della città di Tolentino, nelle Marche.
Sorge nella contrada Rancia, sulla pianura situata alla sinistra del fiume Chienti. Si presenta come un edificio di forma quadrangolare composto da una cinta merlata rafforzata da tre torri angolari.

## Storia e descrizione

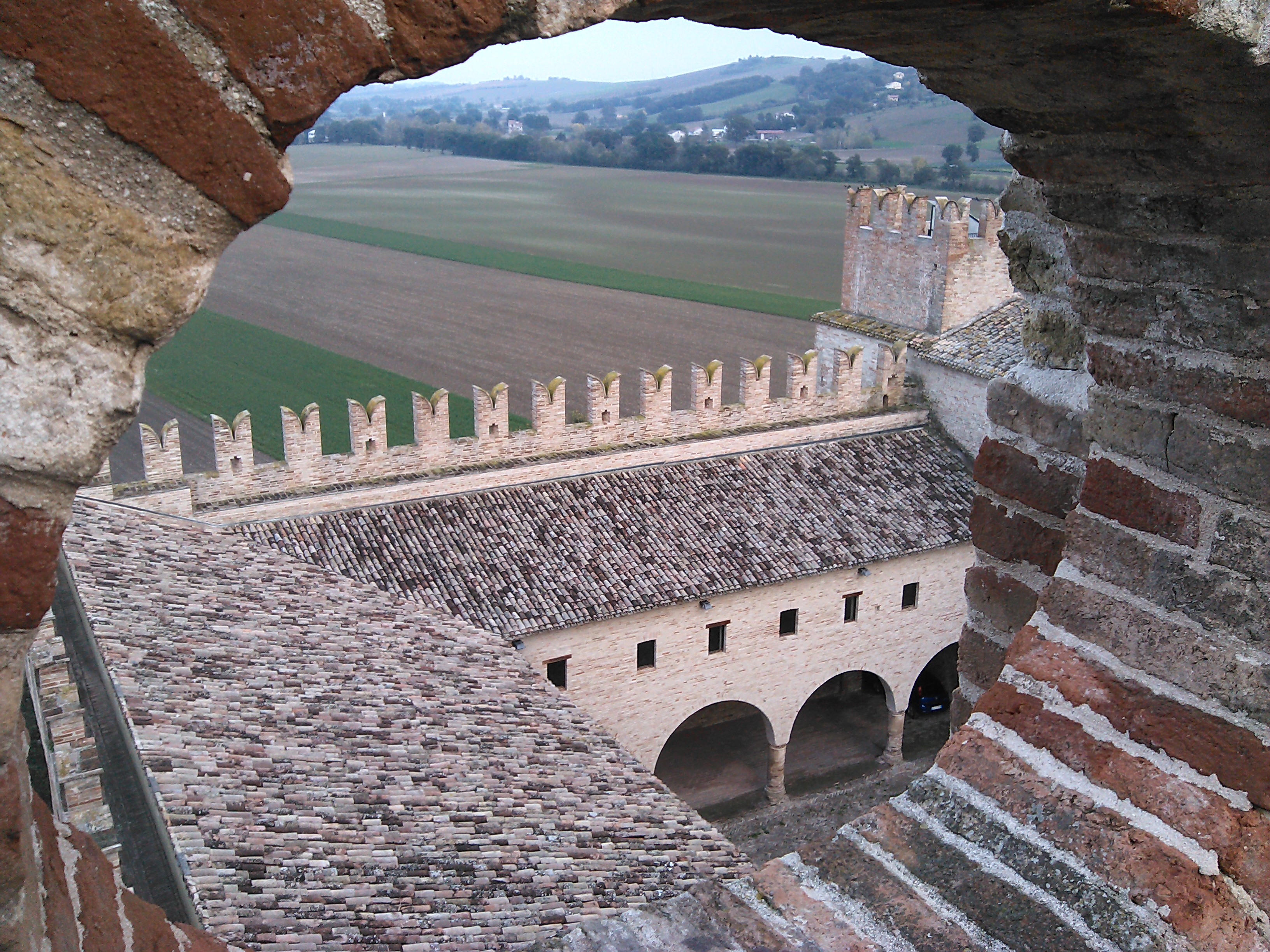
Veduta col cortile

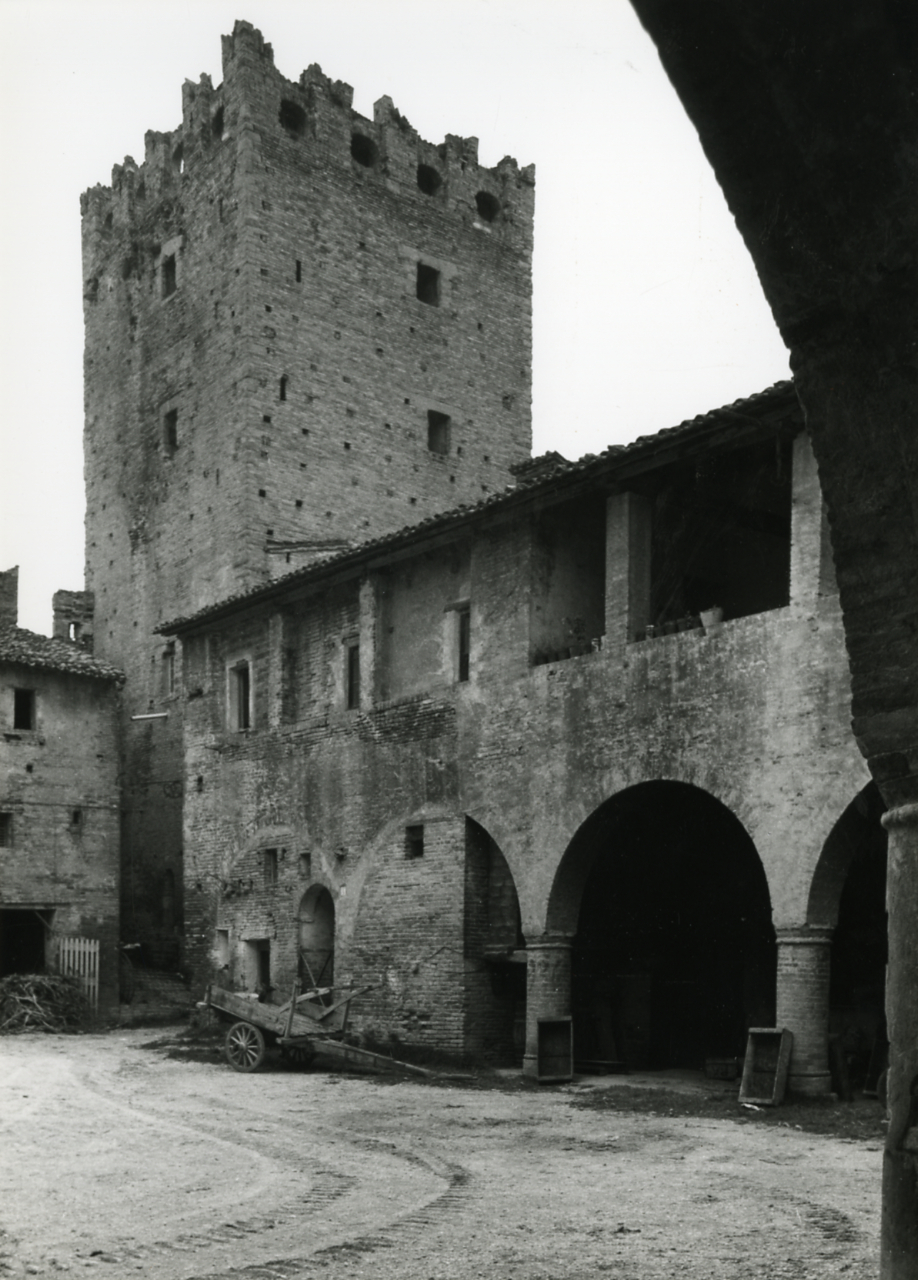
La corte del castello in una foto di Paolo Monti del 1969

Nel luogo sorgeva già nel XII secolo una fattoria-granaio fortificato, grancia, dipendente dalla potente Abbazia di Fiastra.
Tra il 1353 e il 1357 venne trasformato nel castello attuale per volere dei Da Varano, Signori di Camerino.
Il castello ha passato nel tempo diverse proprietà, tra cui quella dei Gesuiti e dei Marchesi Bandini-Collaterali ed è oggi di proprietà del Comune di Tolentino.
A difesa dell'ingresso principale si eleva una delle torri a cui si accedeva mediante un ponte levatoio, sostituito in seguito da uno in muratura. Il mastio è alto venticinque metri ed è costituito da quattro piani, di cui i primi tre sono voltati a crociera. Il piano seminterrato del mastio, illuminato da due alte feritoie a bocca di lupo, fu un tempo usato come prigione come indicano i grossi anelli in ferro infissi alle pareti. Su due lati adiacenti della corte, provvista al centro di una profondissima cisterna, s'innalzano due porticati con archi a tutto sesto sorretti da pilastri cilindrici in laterizio.
Al primo piano un altro porticato affianca un ampio salone, probabilmente la parte del castello che aveva funzione di residenza.
Dal cortile si accede a una cappellina barocca eretta dai gesuiti. 
Testimonianze non confermate sostengono l'esistenza, al centro del cortile, di un'altra cisterna dove sembra vennero sepolti molti dei caduti durante la Battaglia di Tolentino nel 1815. Secondo la tradizione esisterebbe inoltre una galleria medievale che dovrebbe congiungere il castello alla basilica di San Nicola.